# Franz Xaver Böhm
Franz Xaver Böhm (* 7. Oktober 1960 in Salzburg) ist ein österreichischer Unternehmer, Politiker (ÖVP) und ehemaliger Abgeordneter zum österreichischen Nationalrat.

## Ausbildung und Beruf
Böhm besuchte von 1967 und 1971 die Volksschule und im Anschluss ein Bundesrealgymnasium, an dem er 1979 die Matura ablegte. Er absolvierte im Anschluss zwischen 1979 und 1980 ein wirtschaftsberufliches Kolleg und leistete von 1980 bis 1981 den Präsenzdienst.
Böhm arbeitete von 1981 und 1984 als Prokurist im elterlichen Betrieb und ist seit 1985 Eigentümer der Firma Böhm Schweißtechnik in Salzburg und Innsbruck. Zwischen 1992 und 1998 war er zudem Geschäftsführer der Firma Spa in Verona. Zudem ist Böhm Geschäftsführer der Firma Böhm Handels GesmbH. 2001 wurde Böhm der Titel Kommerzialrat verliehen.

## Politik
Franz Xaver Böhm wurde 1997 zum Ortsgruppenobmann des Österreichischen Wirtschaftsbundes von Salzburg-Schallmoos gewählt und wurde im Jahr 2000 Obmannstellvertreter im Bezirk Salzburg-Stadt. 2000 wurde Böhm in die Stadtbezirksleitung der Wirtschaftskammer Salzburg-Stadt gewählt und wurde ab 2000 Kammerrat der Wirtschaftskammer Salzburg in der Sparte Handel. Im Jahr 2000 wurde er zum Vizegremialvorsteher der Wirtschaftskammer Salzburg im Maschinenhandel und Mitglied des Bundesgremiums-Maschinenhandel in der Wirtschaftskammer Österreich. Seit 2001 ist er zudem Laienrichter am Oberlandesgericht Linz und Mitglied des Beirates der Salzburger Gebietskrankenkasse.
Böhm vertrat zwischen dem 20. Dezember 2002 und dem 29. Oktober 2006 die ÖVP im Nationalrat.

## Privates
Böhm ist verheiratet und Vater eines Sohnes und einer Tochter.